# Paasikivi–Kekkonen-linjen

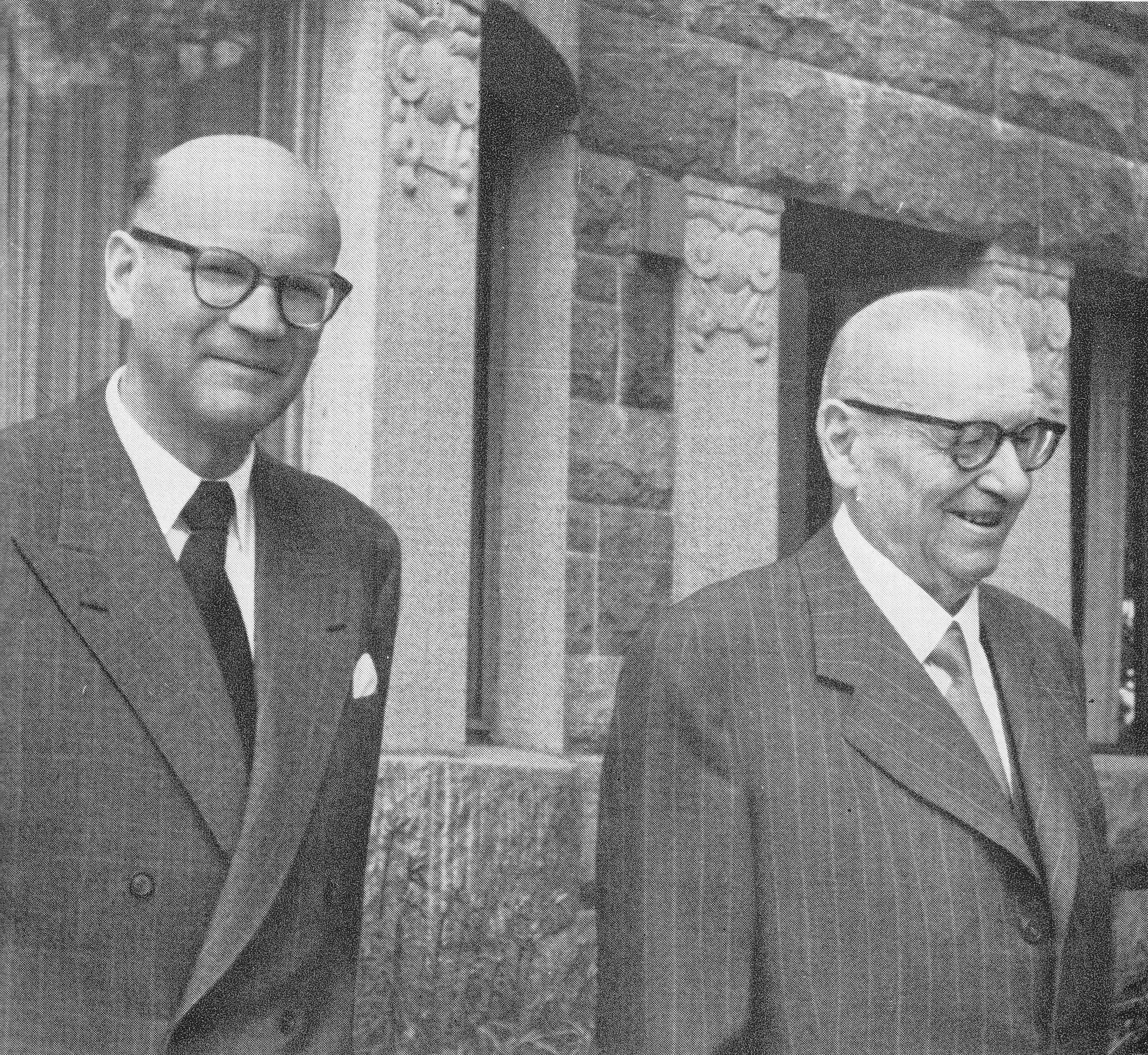
Urho Kekkonen och Juho Kusti Paasikivi, 1955.

Paasikivi–Kekkonen-linjen är den linje för utrikespolitisk neutralitet som antogs av Finland efter andra världskriget. Den uppkallades efter efterkrigspresidenterna Juho Kusti Paasikivi och Urho Kekkonen.
Begreppet lanserades av Kekkonens stöttare. Det ämnade från början att driva Kekkonens presidentkampanj och utvecklades senare för att överföra den respekt som Paasikivi åtnjutit till honom. Även partiledningen för SUKP ansåg att Kekkonens doktrin tjänade Sovjetunionens mål, och såg den som helt annorlunda än Paasikivis.

## Ursprung
Begreppet myntades av Agrarförbundets partisekreterare Arvo Korsimo och akademikern och lobbyisten Kustaa Vilkuna efter att Sovjetunionen tillkännagav återlämnandet av det uthyrda Porkalaområdet till Finland 1955. Begreppet dök upp i pressen första gången i Agrarförbundets tidning Maakansa den 18 september 1955, då denna publicerade nyheten om Porkalas återlämnande med rubriken "Seger för Paasikivi-Kekkonens utrikespolitiska linje".
Enligt minister Max Jakobson hade begreppet utvecklats i Moskva och Ahti Karjalainen hade lärts upp för att fortsätta "linjen".
Johannes Huumo, tidigare redaktionssekreterare på tidningen Kyntäjä och aktiv i Landsbygdens ungdomsförbund på 1950-talet, har utgett sig för att ha skapat begreppet "Paasikivi–Kekkonen-linjen". Han skrev ett nyhetstelegram i vilket han använde begreppet så fort nyheten om Porkalas återlämnande nådde Finland. Max Jakobson godkände Huumos påstående om att han var den första finländaren som använt sig av begreppet, eftersom ingen i Finland vetat att formuleringen "Paasikivi–Kekkonens politiska kurs" tidigare omnämnts i en sovjetisk promemoria.

## Kekkonen-linjen och Paasikivi-linjen
En ledande gestalt inom Sovjetunionens kommunistiska parti, (SUKP), Otto Ville Kuusinen, förklarade 1963 för Finlands kommunistiska partis (FKP) ledning att SUKP stöttade Kekkonen till och med på SKP:s bekostnad, då Paasikivis linje endast var "en fredlig relation baserad på oundviklighetens tvång", medan Kekkonens linje "utgjorde en viktig ny del i den revolutionära teorin, eftersom det var första gången ett bondeparti i ett kapitalistiskt land i samarbete med det socialistiska lägret fört utvecklingen framåt på ett sätt som annars hade förutsatt en stark arbetarrörelse och massrörelse". "Sovjetunionen skulle dra extrema slutsatser av varje lösning som skulle innebära en återgång från Kekkonens linje till Paasikivis linje." Därför använde inte heller Kuusinen PR-begreppet Paasikivi–Kekkonen-linjen med sina vänner.

## Paasikivi-linjen
Paasikivi beskrev sin personliga syn på utrikespolitiken som följer i sin dagbok den 2 augusti 1944:
| ” | Jag sa till Svensson att mitt utrikespolitiska program bland annat innefattar att: - a) Finlands utrikespolitiska problem är Ryssland och vår relation till Ryssland. Alla andra problem är politiskt sekundära. - b) En god och vänskaplig relation med Sovjetunionen. - c) Konflikter ska undvikas. - d) Finland ska undvika ryskfientlig politik. Finlands utrikespolitik får inte vara antirysk eller ryskfientlig. - e) Vi bör sträva efter detta, oavsett de besvikelser som vi har upplevt och kommer att uppleva. | „ |

Att säkra Finlands självständighet var det relevanta för Paasikivi, och under efterkrigstidens förhållanden ansåg han att det krävde vissa eftergifter till Sovjetunionen, men han förhöll sig ofrivillig till eftergifterna, och strävade efter att hålla dessa till ett minimum. Då han sökte råd hos president K. J. Ståhlberg uppmuntrades han att hålla eftergifterna till ett minimum.[källa behövs]

## Finlandiseringens tid
1970 kritiserade Sovjetunionens premiärminister Alexei Kosygin Finland för att skylta med sin neutralitet, vilket han tolkade som ett försök att förminska Paasikivi–Kekkonen-linjen och VSB-avtalet. Enligt ett uttalande från statsminister Ahti Karjalainen i samband med ett officiellt besök i Moskva 1971 var grunden för Finlands utrikespolitik Paasikivi–Kekkonen-linjen, som byggde på VSB-avtalet. Detta innefattade Finlands strävan efter en fredseftersträvande neutralitetspolitik.
1978 beslutade Samlingspartiet att endast de som offentligt uttryckte sitt stöd för Paasikivi–Kekkonen-linjen skulle tillåtas kandidera i riksdagsvalet 1979. Syftet var att förbättra Samlingspartiets förhandlingsposition i regeringsförhandlingarna efter valet.
I december 1981 anordnade Paasikivi-samfundet en utrikespolitisk diskussionspanel för kandidaterna i presidentvalet 1982, där samtliga kandidater betonade att Finland även fortsättningsvis skulle utgå från Paasikivi–Kekkonen-linjen. Journalisten Hannu Savola beskrev den överraskningsfria diskussionen genom att påpeka att man hade kunnat skriva om samtalet utan att besöka det. Savolas kollega Aarno Laitinen kommenterade debatten med att säga att Finlands utrikespolitik blivit en monoton liturgi. Enligt Laitinen hade utrikespolitiken blivit Finlands statsreligion, vars kärna var den "heliga treenigheten", som bildades av Paasikivi–Kekkonen-linjen ("I Faderns, Sonens...") och VSB-avtalet ("och den heliga Andes namn").

## Koivistos tid
Mauno Koivisto valdes till president 1982 som efterträdare till Urho Kekkonen. I sitt invigningstal i riksdagen utnämnde Koivisto det kompromisslösa följandet av den linje som byggts och utmärkts av Paasikivi och Kekkonen till sin viktigaste uppgift. Före presidentvalet hade särskilt Centerpartiets K-linje och den kommunistiska minoriteten, taistoisterna, kritiserat Koivisto för sin dålig relation till öst. För att motbevisa tvivlen om sin utrikespolitiska linje föreslog Koivisto för Sovjetunionen att förlänga VSB-avtalet redan i början av sin mandatperiod. Anledningen till Koivistos påskyndande var dock dels att det framkommit initiativ i Finland för att avstå från militära förpliktelser, och dels rädsla om att den skärpta utrikespolitiska situationen skulle ge Sovjetunionen anledning att återupprepa notkrisen 1961. I samband med Koivistos officiella besök i Moskva sommaren 1983 förlängdes VSB-avtalet ytterligare 20 år. 1982 skrev journalisterna Antti Blåfield och Pekka Vuoristo att det fanns ett behov av att hitta en tredje väg, separat från stormakterna, i takt med att relationerna mellan stormakterna skärptes. De menade även att det "våren 1982 fanns alla möjligheter att det på 1990-talet skulle finnas en Paasikivi–Kekkonen–Koivisto-linje.

## Finlands utträde från Paasikivi–Kekkonen-linjen
Historikern Jukka Tarkka menar att FInland avvek från Paasikivi–Kekkonen-linjen i samband med F-18 Hornet-affären 1992. Enligt honom etablerade Finland därigenom en direkt militär förbindelse med USA, oberoende av Nato. 2014 menade journalisten Unto Hämäläinen att Finland övergav Paasikivi–Kekkonen-linjen permanent i samband med den ryska ockupationen av Krim. Den efterföljande krisen tvingade Finland att välja sida mellan öst och väst, enligt Hämäläinen.